# Vriesea arachnoidea
Vriesea arachnoidea är en gräsväxtart som beskrevs av A.Costa. Vriesea arachnoidea ingår i släktet Vriesea och familjen Bromeliaceae. Inga underarter finns listade i Catalogue of Life.